# Ольмедо, Хосе Хоакин де
Хосе́ Хоаки́н де Ольме́до-и-Марури (исп. José Joaquín de Olmedo y Maruri; 20 марта 1780, Гуаякиль — 19 февраля 1847, Гуаякиль) — эквадорский поэт и политик.

## Биография
Хосе Хоакин де Ольмедо учился в Перу.
В юности писал анакреонтическую и буколическую лирику, создал лирико-эпическую поэму «Победа при Хунине». «Песнь Боливару» (опубликована в 1825 году), которая принесла ему широкую известность.
Активно участвовал в борьбе за независимость Эквадора.
9 октября 1820 года Ольмедо и поддерживавшие его патриоты объявили независимость Гуаякиля от Испании. Ольмедо был единственным президентом Свободного государства Гуаякиль. Впоследствии эта территория всё же была включена Симоном Боливаром в состав Великой Колумбии.
В 1830—1831 гг. был вице-президентом Эквадора.
После свержения президента Хуана Хосе Флореса в июне 1845 года Хосе Хоакин де Ольмедо стал председателем Временного правительства Эквадора. Свой пост он оставил 8 декабря 1845 года, передав полномочия Висенте Рамону Роке.
В честь Хосе Хоакина де Ольмедо назван футбольный клуб из города Риобамба, чемпион Эквадора 2000 года.
Эквадорский поэт Хосе Ольмедо удостоился чести быть увековеченным в камне у себя на родине.